# 渡邉晴子
渡邉 晴子（わたなべ はるこ、1986年7月31日 - ）は、元岐阜放送（ぎふチャン）のアナウンサー。
岐阜県美濃加茂市出身。大学を卒業後、2009年4月に岐阜放送に入社。同局のアナウンサーになり、2014年6月いっぱいまで番組出演をしていた。岐阜放送がアナログ放送を行っていた頃には、アナウンス業務と並行して地上デジタル放送推進大使も務めていた。
アナウンサーを退任後は編成部を経て、2022年現在は総務部に所属している。

## 担当番組

### テレビ番組
- ぎふチャンワイド タワー☆43（2009年 - 2010年） - 司会
- NEWSぎふチャン
- ぎふチャン情報FRESH!（2010年 - 2011年） - 月曜・火曜・水曜司会
- NEWS 5 PLUS（2011年 - 2013年） - 木曜「のの花ガール」リポーター → 金曜キャスター → 木曜・金曜キャスター → 月曜・火曜キャスター
- ゴォール!FC岐阜（2013年） - ナレーター
- ゴルフキャンプII（2013年 - 2014年） - ナレーター
- Station!（2014年）

### ラジオ番組
- ミュージック・スペース（2009年 - 2010年） - 水曜パーソナリティ
- 歌のない歌謡曲（2011年 - 2013年） - パーソナリティ
- 吉村功のスポーツオブドリーム（2012年 - 2013年） - パーソナリティ
- 君に、胸キュン。（2014年） - パーソナリティ